# 사토 미노리
사토 미노리(일본어: 佐藤 穣, 1991년 3월 2일 ~ )는 일본의 축구 선수로, 포지션은 미드필더이다. K리그시절 등록명은 미노리였다.

## 선수 경력
2009년 J2리그의 더스파구사쓰 군마에서 프로 생활을 시작했다. 2010년에 미국 프리미어 디벨로프먼트 리그의 인디애나 인배더즈로 이적하여, 축구 선수 생활 처음으로 해외로 떠나게 되었다. 인디애나에서 10경기에 출전한 사토 미노리는, 멕시코 리가 MX의 푸에블라 FC에서 테스트를 받은 이후, 4년 계약에 합의하며 이적하였다. 같은해 라트비아 비르스리가의 FB 굴베네로 임대를 떠났고, 굴베네에서 7경기에 출전하여 10골을 기록하며 선전하였다. 2011년 3월 사토 미노리는 비르스리가의 또다른 클럽 FK 벤츠필스와 1년 계약을 맺고 이적하였으며, 벤츠필스의 라트비아컵 우승에 일조하였다. 이후 사토 미노리는 스콘토 FC로 이적하였고, 그는 스콘토에서 두 시즌동안 38경기에 출전하여 3골을 기록하였다. 2013년 3월에는 벨라루스 프리미어리그의 FC 디나모 브레스트로 이적하였다. 2014년 3월 사토 미노리는 FC 부뇨드코르와 2년 계약을 맺고 이적하였다.
2018시즌을 앞두고 광주 FC에 입단했다.